# Château de Gomery
Le château de Gomery est situé dans le village belge de Gomery (commune de Virton) en Région wallonne, à l’extrême sud de la province de Luxembourg.

## Le château
Les parties les plus anciennes du château de Gomery datent de la seconde moitié du XIIe siècle, dont la chapelle. Les millésimes de 1601 et 1604, respectivement gravés sur la corniche de la façade sud et sur une gargouille du donjon, attestent d’une importante transformation de l'époque. Le château était configuré autour d’une cour carrée avec quatre tours d’angle (dont deux subsistent) et était bordé de douves, l’accès se faisant par un pont-levis du donjon vers les dépendances. Depuis 1726, le château est la propriété de la famille de Gerlache dont les membres les plus célèbres sont le baron Etienne-Constantin de Gerlache, président du Congrès national en 1830, le baron Adrien de Gerlache de Gomery, commandant de l'expédition antarctique belge 1897-1899 à bord de « la Belgica », ainsi que son fils Gaston qui dirigea celle de 1957-1959 à la Base Roi Baudouin. L'aile sud du château fut rasée en 1817. L'aile nord, le donjon et la chapelle font l'objet de rénovations à chaque génération. Ce château est l’un des plus anciens de Gaume.